# Svájc a 2002. évi téli olimpiai játékokon
Svájc az egyesült államokbeli Salt Lake Cityben megrendezett 2002. évi téli olimpiai játékok egyik részt vevő nemzete volt. Az országot az olimpián 13 sportágban 110 sportoló képviselte, akik összesen 11 érmet szereztek.

## Érmesek
| Érem  | Versenyző                                                                          | Sportág   | Versenyszám                 |
| ----- | ---------------------------------------------------------------------------------- | --------- | --------------------------- |
| Arany | Simon Ammann                                                                       | Síugrás   | Egyéni, normálsánc          |
| Arany | Simon Ammann                                                                       | Síugrás   | Egyéni, nagysánc            |
| Arany | Philipp Schoch                                                                     | Snowboard | Férfi parallel giant slalom |
| Ezüst | Christian Reich Steve Anderhub                                                     | Bob       | Férfi kettes                |
| Ezüst | Luzia Ebnöther Mirjam Ott Tanya Frei Laurence Bidaud Nadia Röthlisberger           | Curling   | Női                         |
| Bronz | Sonja Nef                                                                          | Alpesisí  | Női óriás-műlesiklás        |
| Bronz | Martin Annen Beat Hefti                                                            | Bob       | Férfi kettes                |
| Bronz | Andreas Schwaller Christof Schwaller Markus Eggler Damian Grichting Marco Ramstein | Curling   | Férfi                       |
| Bronz | Andrea Huber Laurence Rochat Brigitte Albrecht Loretan Natascia Leonardi Cortesi   | Sífutás   | Női 4 × 5 km váltó          |
| Bronz | Fabienne Reuteler                                                                  | Snowboard | Női halfpipe                |
| Bronz | Gregor Stähli                                                                      | Szkeleton | Férfi                       |

## Alpesisí
Férfi
| Versenyző            | Versenyszám            | 1. futam | 1. futam | 2. futam      | 2. futam      | Összesítés | Összesítés |
| Versenyző            | Versenyszám            | Idő      | Hely.    | Idő           | Hely.         | Idő        | Helyezés   |
| -------------------- | ---------------------- | -------- | -------- | ------------- | ------------- | ---------- | ---------- |
| Paul Accola          | Szuperóriás-műlesiklás |          |          |               |               | 1:23,33    | 10.        |
| Franco Cavegn        | Lesiklás               |          |          |               |               | 1:40,81    | 15.        |
| Didier Cuche         | Lesiklás               |          |          |               |               | 1:40,76    | 14.        |
| Didier Cuche         | Óriás-műlesiklás       | 1:13,25  | 12.      | 1:11,75       | 10.           | 2:25,00    | 10.        |
| Didier Cuche         | Szuperóriás-műlesiklás |          |          |               |               | kizárták   | kizárták   |
| Didier Défago        | Lesiklás               |          |          |               |               | 1:41,27    | 21.        |
| Didier Défago        | Óriás-műlesiklás       | 1:13,74  | 17.*     | 1:11,80       | 11.*          | 2:25,54    | 14.        |
| Didier Défago        | Szuperóriás-műlesiklás |          |          |               |               | 1:22,27    | 6.         |
| Tobias Grünenfelder  | Óriás-műlesiklás       | 1:14,15  | 24.      | nem ért célba | nem ért célba | kiesett    | kiesett    |
| Tobias Grünenfelder  | Szuperóriás-műlesiklás |          |          |               |               | 1:23,43    | 12.        |
| Ambrosi Hoffmann     | Lesiklás               |          |          |               |               | 1:40,31    | 8.         |
| Urs Imboden          | Műlesiklás             | 49,61    | 5.       | 52,87         | 5.            | 1:42,48    | 5.         |
| Michael von Grünigen | Műlesiklás             | 51,38    | 21.      | 53,97         | 12.           | 1:45,35    | 14.        |
| Michael von Grünigen | Óriás-műlesiklás       | 1:13,27  | 13.      | 1:11,80       | 11.*          | 2:25,07    | 11.        |

| Versenyző     | Versenyszám | Lesiklás | Lesiklás | Műlesiklás    | Műlesiklás    | Műlesiklás | Műlesiklás | Műlesiklás | Műlesiklás | Összesítés | Összesítés |
| Versenyző     | Versenyszám | Lesiklás | Lesiklás | 1. futam      | 1. futam      | 2. futam   | 2. futam   | Össz.      | Össz.      | Összesítés | Összesítés |
| Versenyző     | Versenyszám | Idő      | Hely.    | Idő           | Hely.         | Idő        | Hely.      | Idő        | Hely.      | Idő        | Helyezés   |
| ------------- | ----------- | -------- | -------- | ------------- | ------------- | ---------- | ---------- | ---------- | ---------- | ---------- | ---------- |
| Paul Accola   | Összetett   | 1:39,62  | 4.       | 48,73         | 11.           | 53,91      | 10.        | 1:42,64    | 10.        | 3:22,26    | 6.         |
| Didier Défago | Összetett   | 1:40,04  | 6.       | nem ért célba | nem ért célba | kiesett    | kiesett    | kiesett    | kiesett    | kiesett    | kiesett    |
| Bruno Kernen  | Összetett   | 1:40,07  | 7.       | nem ért célba | nem ért célba | kiesett    | kiesett    | kiesett    | kiesett    | kiesett    | kiesett    |

Női
| Fränzi Aufdenblatten | Óriás-műlesiklás       | nem ért célba | nem ért célba | kiesett       | kiesett       | kiesett       | kiesett       |         |         |
| Sylviane Berthod     | Lesiklás               |               |               |               |               | 1:40,67       | 7.            |         |         |
| Sylviane Berthod     | Szuperóriás-műlesiklás |               |               |               |               | nem ért célba | nem ért célba |         |         |
| Catherine Borghi     | Lesiklás               |               |               |               |               | 1:41,88       | 19.           |         |         |
| Catherine Borghi     | Szuperóriás-műlesiklás |               |               |               |               | 1:15,62       | 18.*          |         |         |
| Corina Grünenfelder  | Műlesiklás             | 54,13         | 10.           | nem ért célba | nem ért célba | kiesett       | kiesett       | kiesett | kiesett |
| Lilian Kummer        | Óriás-műlesiklás       | nem ért célba | nem ért célba | kiesett       | kiesett       | kiesett       | kiesett       |         |         |
| Sonja Nef            | Műlesiklás             | 53,32         | 6.            | nem ért célba | nem ért célba | kiesett       | kiesett       |         |         |
| Sonja Nef            | Óriás-műlesiklás       | 1:16,94       | 6.            | 1:14,73       | 3.            | 2:31,67       |               |         |         |
| Marlies Oester       | Műlesiklás             | 53,64         | 7.            | nem ért célba | nem ért célba | kiesett       | kiesett       |         |         |
| Corinne Rey-Bellet   | Lesiklás               |               |               |               |               | 1:40,54       | 5.            |         |         |
| Corinne Rey-Bellet   | Óriás-műlesiklás       | 1:17,92       | 16.*          | 1:15,51       | 7.*           | 2:33,43       | 13.           |         |         |
| Corinne Rey-Bellet   | Szuperóriás-műlesiklás |               |               |               |               | 1:14,73       | 9.            |         |         |

| Versenyző        | Versenyszám | Műlesiklás | Műlesiklás | Műlesiklás | Műlesiklás | Műlesiklás | Műlesiklás | Lesiklás | Lesiklás | Összesítés | Összesítés |
| Versenyző        | Versenyszám | 1. futam   | 1. futam   | 2. futam   | 2. futam   | Össz.      | Össz.      | Lesiklás | Lesiklás | Összesítés | Összesítés |
| Versenyző        | Versenyszám | Idő        | Hely.      | Idő        | Hely.      | Idő        | Hely.      | Idő      | Hely.    | Idő        | Helyezés   |
| ---------------- | ----------- | ---------- | ---------- | ---------- | ---------- | ---------- | ---------- | -------- | -------- | ---------- | ---------- |
| Catherine Borghi | Összetett   | 47,39      | 15.        | 44,52      | 8.         | 1:31,91    | 10.        | 1:16,88  | 8.       | 2:48,79    | 8.         |
| Marlies Oester   | Összetett   | 45,88      | 5.         | 43,46      | 3.         | 1:29,34    | 3.         | 1:17,27  | 10.      | 2:46,61    | 4.         |

* – egy másik versenyzővel azonos eredményt ért el

## Biatlon
Férfi
| Versenyző                                                          | Versenyszám           | Lövőhiba    | Időeredmény | Helyezés |
| ------------------------------------------------------------------ | --------------------- | ----------- | ----------- | -------- |
| Jean-Marc Chabloz                                                  | 10 km sprint          | 1 (0+1)     | 28:08,6     | 64.      |
| Jean-Marc Chabloz                                                  | 20 km egyéni          | 3 (1+2+0+0) | 58:59,4     | 61.      |
| Matthias Simmen                                                    | 10 km sprint          | 3 (1+2)     | 28:22,8     | 67.      |
| Matthias Simmen                                                    | 20 km egyéni          | 6 (2+2+0+2) | 1:02:03,0   | 78.      |
| Roland Zwahlen                                                     | 10 km sprint          | 1 (1+0)     | 27:43,7     | 55.      |
| Roland Zwahlen                                                     | 12,5 km üldözőverseny | 3 (0+0+1+2) | 37:40,6     | 47.      |
| Roland Zwahlen                                                     | 20 km egyéni          | 4 (2+1+0+1) | 58:10,6     | 58.      |
| Roland Zwahlen Matthias Simmen Jean-Marc Chabloz Dani Niederberger | 4 × 7,5 km váltó      | 5+16        | 1:32:50,5   | 18.      |

## Bob
Férfi
| Versenyző                                                  | Versenyszám | 1. futam | 1. futam | 2. futam | 2. futam | 3. futam | 3. futam | 4. futam | 4. futam | Összesítés | Összesítés |
| Versenyző                                                  | Versenyszám | Idő      | Hely.    | Idő      | Hely.    | Idő      | Hely.    | Idő      | Hely.    | Idő        | Helyezés   |
| ---------------------------------------------------------- | ----------- | -------- | -------- | -------- | -------- | -------- | -------- | -------- | -------- | ---------- | ---------- |
| Steve Anderhub Christian Reich                             | Kettes      | 47,52    | 1.       | 47,53    | 2.       | 47,45    | 2.       | 47,70    | 4.       | 3:10,20    |            |
| Martin Annen Beat Hefti                                    | Kettes      | 47,56    | 3.       | 47,64    | 3.       | 47,73    | 7.       | 47,69    | 3.       | 3:10,62    |            |
| Martin Annen Silvio Schäufelberger Beat Hefti Cédric Grand | Négyes      | 46,72    | 4.       | 46,63    | 2.       | 47,11    | 3.       | 47,49    | 4.       | 3:07,95    | 4.         |
| Christian Reich Steve Anderhub Guido Acklin Urs Aeberhard  | Négyes      | 46,71    | 2.*      | 46,93    | 8.       | 47,33    | 6.       | 47,62    | 8.       | 3:08,59    | 6.         |

Női
| Versenyző                         | Versenyszám | 1. futam | 1. futam | 2. futam | 2. futam | Összesítés | Összesítés |
| Versenyző                         | Versenyszám | Idő      | Hely.    | Idő      | Hely.    | Idő        | Helyezés   |
| --------------------------------- | ----------- | -------- | -------- | -------- | -------- | ---------- | ---------- |
| Françoise Burdet Katharina Sutter | Kettes      | 49,28    | 4.       | 49,06    | 3.       | 1:38,34    | 4.         |

* – egy másik csapattal azonos eredményt ért el

## Curling

### Férfi
- Andreas Schwaller
- Christof Schwaller
- Markus Eggler
- Damian Grichting
- Marco Ramstein

#### Eredmények
Csoportkör
| Nemzet           | Szkip                  | Klub            | Város      | Gy | V |
| ---------------- | ---------------------- | --------------- | ---------- | -- | - |
| Kanada           | Kevin Martin           | Ottewell CC     | Edmonton   | 8  | 1 |
| Norvégia         | Pål Trulsen            | Stabekk CC      | Oslo       | 7  | 2 |
| Svájc            | Andreas Schwaller      | Biel-Touring CC | Biel       | 6  | 3 |
| Svédország       | Peja Lindholm          | Östersunds CK   | Östersund  | 6  | 3 |
| Finnország       | Markku Uusipaavalniemi | Oulunkylä CC    | Helsinki   | 5  | 4 |
| Németország      | Sebastian Stock        | EC Oberstdorf   | Oberstdorf | 4  | 5 |
| Dánia            | Ulrik Schmidt          | Hvidovre CC     | Hvidovre   | 3  | 6 |
| Nagy-Britannia   | Hammy McMillan         | Stranraer CC    | Stranraer  | 3  | 6 |
| Egyesült Államok | Tim Somerville         | Superior CC     | Superior   | 3  | 6 |
| Franciaország    | Dominique Dupont-Roc   | Chamonix CC     | Chamonix   | 0  | 9 |

- február 11., 19:00

| Sheet A            | Sheet A            | 1 | 2 | 3 | 4 | 5 | 6 | 7 | 8 | 9 | 10 | VE |
|                    | Norvégia (Trulsen) | 0 | 0 | 0 | 1 | 0 | 0 | 1 | 1 | 1 | 0  | 4  |
| 1. end utolsó köve | Svájc (Schwaller)  | 0 | 0 | 1 | 0 | 2 | 1 | 0 | 0 | 0 | 1  | 5  |

- február 12., 14:00

| Sheet B            | Sheet B           | 1 | 2 | 3 | 4 | 5 | 6 | 7 | 8 | 9 | 10 | VE |
|                    | Dánia (Schmidt)   | 0 | 0 | 0 | 2 | 0 | 0 | 1 | 3 | 0 | 0  | 6  |
| 1. end utolsó köve | Svájc (Schwaller) | 0 | 1 | 2 | 0 | 1 | 2 | 0 | 0 | 2 | 2  | 10 |

- február 13., 09:00

| Sheet A            | Sheet A                      | 1 | 2 | 3 | 4 | 5 | 6 | 7 | 8 | 9 | 10 | 11 | VE |
|                    | Svájc (Schwaller)            | 0 | 0 | 1 | 0 | 2 | 0 | 0 | 1 | 0 | 1  | 0  | 5  |
| 1. end utolsó köve | Finnország (Uusipaavalniemi) | 0 | 0 | 0 | 2 | 0 | 2 | 0 | 0 | 1 | 0  | 1  | 6  |

- február 13., 19:00

| Sheet C            | Sheet C               | 1 | 2 | 3 | 4 | 5 | 6 | 7 | 8 | 9 | 10 | VE |
| 1. end utolsó köve | Svédország (Lindholm) | 0 | 1 | 0 | 2 | 0 | 0 | 3 | 0 | 1 | 0  | 7  |
|                    | Svájc (Schwaller)     | 1 | 0 | 1 | 0 | 2 | 1 | 0 | 1 | 0 | 2  | 8  |

- február 14., 14:00

| Sheet B            | Sheet B                       | 1 | 2 | 3 | 4 | 5 | 6 | 7 | 8 | 9 | 10 | VE |
|                    | Svájc (Schwaller)             | 0 | 0 | 0 | 0 | 0 | 1 | 0 | 1 | 0 | X  | 2  |
| 1. end utolsó köve | Egyesült Államok (Somerville) | 0 | 0 | 0 | 2 | 2 | 0 | 1 | 0 | 1 | X  | 6  |

- február 15., 19:00

| Sheet B            | Sheet B           | 1 | 2 | 3 | 4 | 5 | 6 | 7 | 8 | 9 | 10 | VE |
|                    | Kanada (Martin)   | 0 | 1 | 0 | 1 | 1 | 1 | 2 | 1 | X | X  | 7  |
| 1. end utolsó köve | Svájc (Schwaller) | 1 | 0 | 1 | 0 | 0 | 0 | 0 | 0 | X | X  | 2  |

- február 16., 14:00

| Sheet A            | Sheet A                | 1 | 2 | 3 | 4 | 5 | 6 | 7 | 8 | 9 | 10 | VE |
| 1. end utolsó köve | Svájc (Schwaller)      | 1 | 1 | 1 | 0 | 1 | 0 | 2 | 0 | 4 | X  | 10 |
|                    | Nagy-Britannia (Smith) | 0 | 0 | 0 | 1 | 0 | 1 | 0 | 2 | 0 | X  | 4  |

- február 17., 09:00

| Sheet D            | Sheet D                    | 1 | 2 | 3 | 4 | 5 | 6 | 7 | 8 | 9 | 10 | VE |
| 1. end utolsó köve | Franciaország (Dupont-Roc) | 0 | 0 | 0 | 1 | 0 | 1 | 0 | 1 | 0 | 0  | 3  |
|                    | Svájc (Schwaller)          | 0 | 1 | 0 | 0 | 1 | 0 | 1 | 0 | 2 | 2  | 7  |

- február 18., 14:00

| Sheet B            | Sheet B             | 1 | 2 | 3 | 4 | 5 | 6 | 7 | 8 | 9 | 10 | VE |
|                    | Németország (Stock) | 0 | 0 | 1 | 0 | 1 | 0 | 1 | 0 | 1 | 0  | 4  |
| 1. end utolsó köve | Svájc (Schwaller)   | 0 | 4 | 0 | 1 | 0 | 2 | 0 | 1 | 0 | 2  | 10 |

Elődöntő
- február 20., 14:00

| Sheet D            | Sheet D            | 1 | 2 | 3 | 4 | 5 | 6 | 7 | 8 | 9 | 10 | 11 | VE |
| 1. end utolsó köve | Norvégia (Trulsen) | 0 | 0 | 1 | 0 | 1 | 0 | 1 | 0 | 2 | 1  | 1  | 7  |
|                    | Svájc (Schwaller)  | 0 | 1 | 0 | 3 | 0 | 1 | 0 | 1 | 0 | 0  | 0  | 6  |

Bronzmérkőzés
- február 22., 09:00

| Sheet C            | Sheet C               | 1 | 2 | 3 | 4 | 5 | 6 | 7 | 8 | 9 | 10 | VE |
|                    | Svédország (Lindholm) | 0 | 0 | 2 | 0 | 1 | 0 | 0 | 0 | 0 | X  | 3  |
| 1. end utolsó köve | Svájc (Schwaller)     | 1 | 2 | 0 | 1 | 0 | 0 | 2 | 1 | 0 | X  | 7  |

| Csapat | Helyezés |
| ------ | -------- |
| Svájc  |          |

### Női
- Luzia Ebnöther
- Mirjam Ott
- Tanya Frei
- Laurence Bidaud
- Nadia Röthlisberger

#### Eredmények
Csoportkör
| Nemzet           | Szkip              | Klub          | Város                  | Gy | V |
| ---------------- | ------------------ | ------------- | ---------------------- | -- | - |
| Kanada           | Kelley Law         | Royal City CC | New Westminster        | 8  | 1 |
| Svájc            | Luzia Ebnöther     | CC Bern AAM   | Bern                   | 7  | 2 |
| Egyesült Államok | Kari Erickson      | Bemidji CC    | Bemidji                | 6  | 3 |
| Nagy-Britannia   | Rhona Martin       | Greenacres CC | Howwood                | 5  | 4 |
| Németország      | Nathalie Nessler   | SC Riessersee | Garmisch-Partenkirchen | 5  | 4 |
| Svédország       | Elisabet Gustafson | Umeå CC       | Umeå                   | 5  | 4 |
| Norvégia         | Dordi Nordby       | Snarøen CC    | Oslo                   | 4  | 5 |
| Japán            | Kató Akiko         | Tokoro CC     | Tokoro                 | 2  | 7 |
| Dánia            | Lene Bidstrup      | Hvidovre CC   | Hvidovre               | 2  | 7 |
| Oroszország      | Olga Zsarkova      | Moskvitch CC  | Moszkva                | 1  | 8 |

- február 11., 14:00

| Sheet C            | Sheet C          | 1 | 2 | 3 | 4 | 5 | 6 | 7 | 8 | 9 | 10 | 11 | VE |
| 1. end utolsó köve | Svájc (Ebnöther) | 0 | 1 | 1 | 0 | 4 | 0 | 2 | 0 | 0 | 0  | 1  | 9  |
|                    | Dánia (Bidstrup) | 1 | 0 | 0 | 2 | 0 | 1 | 0 | 2 | 1 | 1  | 0  | 8  |

- február 12., 09:00

| Sheet B            | Sheet B                | 1 | 2 | 3 | 4 | 5 | 6 | 7 | 8 | 9 | 10 | 11 | 12 | VE |
| 1. end utolsó köve | Svájc (Ebnöther)       | 1 | 0 | 0 | 0 | 2 | 0 | 0 | 2 | 0 | 1  | 0  | 1  | 7  |
|                    | Oroszország (Zsarkova) | 0 | 0 | 2 | 0 | 0 | 0 | 1 | 0 | 3 | 0  | 0  | 0  | 6  |

- február 13., 14:00

| Sheet C            | Sheet C           | 1 | 2 | 3 | 4 | 5 | 6 | 7 | 8 | 9 | 10 | VE |
| 1. end utolsó köve | Norvégia (Nordby) | 0 | 0 | 0 | 3 | 0 | 1 | 0 | 1 | 0 | 0  | 5  |
|                    | Svájc (Ebnöther)  | 1 | 0 | 1 | 0 | 2 | 0 | 1 | 0 | 1 | 1  | 7  |

- február 14., 09:00

| Sheet D            | Sheet D          | 1 | 2 | 3 | 4 | 5 | 6 | 7 | 8 | 9 | 10 | VE |
| 1. end utolsó köve | Japán (Kató)     | 1 | 0 | 1 | 0 | 1 | 1 | 0 | 0 | 2 | 1  | 7  |
|                    | Svájc (Ebnöther) | 0 | 1 | 0 | 2 | 0 | 0 | 2 | 3 | 0 | 0  | 8  |

- február 14., 19:00

| Sheet B            | Sheet B                     | 1 | 2 | 3 | 4 | 5 | 6 | 7 | 8 | 9 | 10 | VE |
|                    | Egyesült Államok (Erickson) | 0 | 1 | 0 | 1 | 0 | 0 | 2 | 1 | 1 | 0  | 6  |
| 1. end utolsó köve | Svájc (Ebnöther)            | 1 | 0 | 2 | 0 | 1 | 1 | 0 | 0 | 0 | 2  | 7  |

- február 15., 14:00

| Sheet A            | Sheet A                 | 1 | 2 | 3 | 4 | 5 | 6 | 7 | 8 | 9 | 10 | VE |
| 1. end utolsó köve | Nagy-Britannia (Martin) | 0 | 3 | 0 | 0 | 1 | 0 | 1 | 0 | 0 | 2  | 7  |
|                    | Svájc (Ebnöther)        | 0 | 0 | 1 | 0 | 0 | 1 | 0 | 1 | 1 | 0  | 4  |

- február 16., 19:00

| Sheet C            | Sheet C                | 1 | 2 | 3 | 4 | 5 | 6 | 7 | 8 | 9 | 10 | 11 | VE |
|                    | Svájc (Ebnöther)       | 0 | 0 | 0 | 2 | 0 | 3 | 0 | 1 | 0 | 1  | 0  | 7  |
| 1. end utolsó köve | Svédország (Gustafson) | 2 | 2 | 0 | 0 | 1 | 0 | 0 | 0 | 2 | 0  | 1  | 8  |

- február 18., 09:00

| Sheet D            | Sheet D          | 1 | 2 | 3 | 4 | 5 | 6 | 7 | 8 | 9 | 10 | VE |
| 1. end utolsó köve | Svájc (Ebnöther) | 1 | 0 | 2 | 0 | 1 | 0 | 2 | 1 | 0 | 0  | 7  |
|                    | Kanada (Law)     | 0 | 1 | 0 | 1 | 0 | 1 | 0 | 0 | 2 | 1  | 6  |

- február 18., 19:00

| Sheet C            | Sheet C              | 1 | 2 | 3 | 4 | 5 | 6 | 7 | 8 | 9 | 10 | VE |
|                    | Németország (Neßler) | 0 | 1 | 0 | 0 | 0 | 2 | 0 | 1 | 0 | X  | 4  |
| 1. end utolsó köve | Svájc (Ebnöther)     | 2 | 0 | 0 | 1 | 2 | 0 | 1 | 0 | 4 | X  | 10 |

Elődöntő
- február 20., 09:00

| Sheet B            | Sheet B                     | 1 | 2 | 3 | 4 | 5 | 6 | 7 | 8 | 9 | 10 | VE |
|                    | Svájc (Ebnöther)            | 0 | 2 | 1 | 0 | 0 | 1 | 2 | 0 | 3 | X  | 9  |
| 1. end utolsó köve | Egyesült Államok (Erickson) | 1 | 0 | 0 | 1 | 1 | 0 | 0 | 1 | 0 | X  | 4  |

Döntő
- február 21., 14:00

| Sheet C            | Sheet C                 | 1 | 2 | 3 | 4 | 5 | 6 | 7 | 8 | 9 | 10 | VE |
|                    | Svájc (Ebnöther)        | 0 | 0 | 0 | 1 | 0 | 0 | 0 | 1 | 1 | 0  | 3  |
| 1. end utolsó köve | Nagy-Britannia (Martin) | 0 | 0 | 0 | 0 | 2 | 0 | 1 | 0 | 0 | 1  | 4  |

| Csapat | Helyezés |
| ------ | -------- |
| Svájc  |          |

## Északi összetett
| Versenyző                                           | Versenyszám        | Síugrás | Síugrás | Síugrás    | Sífutás | Sífutás | Összesítés | Összesítés |
| Versenyző                                           | Versenyszám        | Pont    | Hely.   | Időhátrány | Idő     | Hely.   | Idő        | Helyezés   |
| --------------------------------------------------- | ------------------ | ------- | ------- | ---------- | ------- | ------- | ---------- | ---------- |
| Andy Hartmann                                       | Normálsánc + 15 km | 236,5   | 9.*     | +2:35      | 39:07,3 | 14.     | 41:42,3    | 9.         |
| Andy Hartmann                                       | Nagysánc + 7,5 km  | 104,2   | 18.     | +1:14      | 16:30,7 | 7.*     | 17:44,7    | 8.         |
| Ronny Heer                                          | Normálsánc + 15 km | 222,0   | 21.     | +3:48      | 40:52,0 | 34.     | 44:40,0    | 29.        |
| Ronny Heer                                          | Nagysánc + 7,5 km  | 103,9   | 19.     | +1:15      | 17:19,0 | 29.     | 18:34,0    | 29.        |
| Andreas Hurschler                                   | Normálsánc + 15 km | 198,0   | 39.     | +5:48      | 38:31,4 | 10.     | 44:19,4    | 25.        |
| Andreas Hurschler                                   | Nagysánc + 7,5 km  | 91,2    | 38.     | +2:02      | 16:19,9 | 1.      | 18:21,9    | 21.        |
| Seppi Hurschler                                     | Nagysánc + 7,5 km  | 105,8   | 15.*    | +1:08      | 17:28,0 | 32.     | 18:36,0    | 31.        |
| Ivan Rieder                                         | Normálsánc + 15 km | 186,5   | 43.     | +6:45      | 42:27,0 | 40.     | 49:12,0    | 42.        |
| Andreas Hurschler Jan Schmid Ivan Rieder Ronny Heer | Csapat             | 863,0   | 7.      | +2:37      | 49:30,9 | 7.      | 52:07,9    | 7.         |

* – egy másik versenyzővel azonos eredményt ért el

## Jégkorong

### Férfi
| Svájci nemzeti férfi jégkorongcsapat-játékoskeret | Svájci nemzeti férfi jégkorongcsapat-játékoskeret | Svájci nemzeti férfi jégkorongcsapat-játékoskeret | Svájci nemzeti férfi jégkorongcsapat-játékoskeret | Svájci nemzeti férfi jégkorongcsapat-játékoskeret | Svájci nemzeti férfi jégkorongcsapat-játékoskeret | Svájci nemzeti férfi jégkorongcsapat-játékoskeret |
| #                                                 | Név                                               | Poszt                                             | Magasság                                          | Súly                                              | Kor                                               | Klub                                              |
| ------------------------------------------------- | ------------------------------------------------- | ------------------------------------------------- | ------------------------------------------------- | ------------------------------------------------- | ------------------------------------------------- | ------------------------------------------------- |
| 26                                                | Martin Gerber                                     | K                                                 | 18                                                | 88                                                | 1974. szeptember 3. (27 évesen)                   | Farjestads BK                                     |
| 40                                                | David Aebischer                                   | K                                                 | 186                                               | 85                                                | 1978. február 7. (24 évesen)                      | Colorado Avalanche                                |
| 41                                                | Lars Weibel                                       | K                                                 | 185                                               | 86                                                | 1974. május 20. (27 évesen)                       | HC Davos                                          |
| 3                                                 | Julien Vauclair                                   | V                                                 | 184                                               | 90                                                | 1979. október 2. (22 évesen)                      | Grand Rapids Griffins                             |
| 5                                                 | Patrick Sutter                                    | V                                                 | 175                                               | 78                                                | 1970. július 6. (31 évesen)                       | HC Lugano                                         |
| 7                                                 | Mark Streit                                       | V                                                 | 182                                               | 89                                                | 1977. december 11. (24 évesen)                    | ZSC Lions                                         |
| 10                                                | Martin Höhener                                    | V                                                 | 187                                               | 87                                                | 1980. június 23. (21 évesen)                      | EHC Kloten                                        |
| 11                                                | Martin Steinegger                                 | V                                                 | 187                                               | 90                                                | 1972. február 15. (29 évesen)                     | SC Bern                                           |
| 22                                                | Olivier Keller                                    | V                                                 | 19                                                | 95                                                | 1971. március 20. (30 évesen)                     | HC Lugano                                         |
| 27                                                | Edgar Salis                                       | V                                                 | 191                                               | 98                                                | 1970. május 20. (31 évesen)                       | ZSC Lions                                         |
| 31                                                | Mathias Seger                                     | V                                                 | 181                                               | 84                                                | 1977. december 17. (24 évesen)                    | ZSC Lions                                         |
| 4                                                 | Flavien Conne                                     | T                                                 | 177                                               | 81                                                | 1980. április 1. (21 évesen)                      | HC Lugano                                         |
| 12                                                | Patric Della Rossa                                | T                                                 | 186                                               | 93                                                | 1975. július 28. (26 évesen)                      | ZSC Lions                                         |
| 15                                                | Reto von Arx                                      | T                                                 | 183                                               | 84                                                | 1976. szeptember 13. (25 évesen)                  | HC Davos                                          |
| 17                                                | Gian-Marco Crameri                                | T                                                 | 177                                               | 77                                                | 1972. december 13. (29 évesen)                    | ZSC Lions                                         |
| 18                                                | André Rötheli                                     | T                                                 | 186                                               | 90                                                | 1970. október 12. (31 évesen)                     | HC Lugano                                         |
| 19                                                | Jean-Jacques Aeschlimann                          | T                                                 | 186                                               | 86                                                | 1967. május 30. (34 évesen)                       | HC Lugano                                         |
| 21                                                | Patrick Fischer                                   | T                                                 | 182                                               | 88                                                | 1975. szeptember 6. (26 évesen)                   | HC Davos                                          |
| 28                                                | Martin Plüss                                      | T                                                 | 174                                               | 81                                                | 1977. április 5. (24 évesen)                      | EHC Kloten                                        |
| 30                                                | Marcel Jenni                                      | T                                                 | 18                                                | 82                                                | 1974. március 2. (27 évesen)                      | Farjestads BK                                     |
| 32                                                | Ivo Rüthemann                                     | T                                                 | 172                                               | 77                                                | 1976. december 12. (25 évesen)                    | SC Bern                                           |
| 35                                                | Sandy Jeannin                                     | T                                                 | 18                                                | 82                                                | 1976. február 28. (25 évesen)                     | HC Lugano                                         |
| 37                                                | Björn Christen                                    | T                                                 | 183                                               | 86                                                | 1980. április 5. (21 évesen)                      | HC Davos                                          |
| Vezetőedző: Ralph Krueger                         | Vezetőedző: Ralph Krueger                         | Vezetőedző: Ralph Krueger                         | Vezetőedző: Ralph Krueger                         | Vezetőedző: Ralph Krueger                         | 1959. augusztus 31. (42 évesen)                   | 1959. augusztus 31. (42 évesen)                   |

- Posztok rövidítései: K – Kapus, V – Védő, T – Támadó
- Kor: 2002. február 9-i kora

#### Eredmények
Selejtező
B csoport
| Csapat           | M | Gy | V | D | G+ | G– | Gk | P |
| ---------------- | - | -- | - | - | -- | -- | -- | - |
| Fehéroroszország | 3 | 2  | 1 | 0 | 5  | 3  | +2 | 4 |
| Ukrajna          | 3 | 2  | 1 | 0 | 9  | 5  | +4 | 4 |
| Svájc            | 3 | 1  | 1 | 1 | 7  | 9  | −2 | 3 |
| Franciaország    | 3 | 0  | 2 | 1 | 6  | 10 | −4 | 1 |

| 2002. február 9. | Svájc | 3 – 3 (1–1, 0–1, 2–1) | Franciaország | E Center, West Valley City Nézőszám: 8504 |

|  |  |  |  |  |
|  |  |  |  |  |
|  |  |  |  |  |
|  |  |  |  |  |

| 2002. február 11. | Ukrajna | 5 – 2 (2–1, 2–1, 1–0) | Svájc | E Center, West Valley City Nézőszám: 8387 |

|  |  |  |  |  |
|  |  |  |  |  |
|  |  |  |  |  |
|  |  |  |  |  |

| 2002. február 12. | Svájc | 2 – 1 (1–0, 1–1, 0–0) | Fehéroroszország | E Center, West Valley City Nézőszám: 7736 |

|  |  |  |  |  |
|  |  |  |  |  |
|  |  |  |  |  |
|  |  |  |  |  |

A 11. helyért
| 2002. február 14. | Svájc | 4 – 1 (0–0, 2–0, 2–1) | Ausztria | E Center, West Valley City Nézőszám: 7986 |

|  |  |  |  |  |
|  |  |  |  |  |
|  |  |  |  |  |
|  |  |  |  |  |

| Csapat | Helyezés |
| ------ | -------- |
| Svájc  | 11.      |

## Műkorcsolya
| Versenyző        | Versenyszám  | Rövid program     | Rövid program | Rövid program | Kűr               | Kűr   | Kűr         | Összesítés         | Összesítés |
| Versenyző        | Versenyszám  | Több. hely. száma | Hely.         | Hely. pont.   | Több. hely. száma | Hely. | Hely. pont. | Helyezési pontszám | Helyezés   |
| ---------------- | ------------ | ----------------- | ------------- | ------------- | ----------------- | ----- | ----------- | ------------------ | ---------- |
| Stéphane Lambiel | Férfi egyéni | 5×16+             | 16.           | 8,0           | 6×16+             | 16.   | 16,0        | 24,0               | 15.        |
| Sarah Meier      | Női egyéni   | 5×10+             | 9.            | 4,5           | 5×14+             | 16.   | 16,0        | 20,5               | 13.        |

| Versenyző                             | Versenyszám | Kötelező tánc 1   | Kötelező tánc 1 | Kötelező tánc 1 | Kötelező tánc 2   | Kötelező tánc 2 | Kötelező tánc 2 | Eredeti (original) tánc | Eredeti (original) tánc | Eredeti (original) tánc | Kűr               | Kűr   | Kűr         | Összesítés         | Összesítés |
| Versenyző                             | Versenyszám | Több. hely. száma | Hely.           | Hely. pont.     | Több. hely. száma | Hely.           | Hely. pont.     | Több. hely. száma       | Hely.                   | Hely. pont.             | Több. hely. száma | Hely. | Hely. pont. | Helyezési pontszám | Helyezés   |
| ------------------------------------- | ----------- | ----------------- | --------------- | --------------- | ----------------- | --------------- | --------------- | ----------------------- | ----------------------- | ----------------------- | ----------------- | ----- | ----------- | ------------------ | ---------- |
| Eliane Hugentobler Daniel Hugentobler | Jégtánc     | 5×14+             | 15.             | 3,0             | 8×15+             | 15.             | 3,0             | 8×14+                   | 14.                     | 8,4                     | 9×14+             | 14.   | 14,0        | 28,4               | 14.        |

## Síakrobatika
Ugrás
| Versenyző          | Versenyszám | Selejtező | Selejtező | Döntő   | Döntő    |
| Versenyző          | Versenyszám | Pont      | Helyezés  | Pont    | Helyezés |
| ------------------ | ----------- | --------- | --------- | ------- | -------- |
| Christian Kaufmann | Férfi       | 214,90    | 13.       | kiesett | kiesett  |
| Martin Walti       | Férfi       | 160,56    | 21.       | kiesett | kiesett  |
| Evelyne Leu        | Női         | 203,16    | 1.        | 147,31  | 11.      |
| Manuela Müller     | Női         | 125,47    | 20.       | kiesett | kiesett  |

Mogul
| Versenyző       | Versenyszám | Selejtező | Selejtező | Döntő   | Döntő    |
| Versenyző       | Versenyszám | Pont      | Helyezés  | Pont    | Helyezés |
| --------------- | ----------- | --------- | --------- | ------- | -------- |
| Christian Stohr | Férfi       | 24,03     | 19.       | kiesett | kiesett  |
| Corinne Bodmer  | Női         | 20,28     | 26.       | kiesett | kiesett  |

## Sífutás
Férfi
| Versenyző                                                               | Versenyszám     | Selejtező | Selejtező | Negyeddöntő | Negyeddöntő | Elődöntő | Elődöntő | B döntő | B döntő | Döntő     | Döntő    |
| Versenyző                                                               | Versenyszám     | Idő       | Hely.     | Idő         | Hely.       | Idő      | Hely.    | Idő     | Hely.   | Idő       | Helyezés |
| ----------------------------------------------------------------------- | --------------- | --------- | --------- | ----------- | ----------- | -------- | -------- | ------- | ------- | --------- | -------- |
| Wilhelm Aschwanden                                                      | 30 km           |           |           |             |             |          |          |         |         | 1:16:32,4 | 38.      |
| Wilhelm Aschwanden                                                      | 50 km           |           |           |             |             |          |          |         |         | 2:19:33,9 | 32.      |
| Gion-Andrea Bundi                                                       | 30 km           |           |           |             |             |          |          |         |         | 1:16:19,6 | 34.      |
| Reto Burgermeister                                                      | 15 km           |           |           |             |             |          |          |         |         | 38:49,2   | 9.       |
| Reto Burgermeister                                                      | 50 km           |           |           |             |             |          |          |         |         | 2:20:43,3 | 37.      |
| Christoph Eigenmann                                                     | Sprint          | 2:54,76   | 19.       | kiesett     | kiesett     | kiesett  | kiesett  | kiesett | kiesett | kiesett   | 18.      |
| Patrick Mächler                                                         | 30 km           |           |           |             |             |          |          |         |         | 1:15:03,4 | 28.      |
| Patrick Rölli                                                           | 30 km           |           |           |             |             |          |          |         |         | 1:16:36,5 | 39.      |
| Patrick Rölli                                                           | 50 km           |           |           |             |             |          |          |         |         | 2:24:34,4 | 45.      |
| Wilhelm Aschwanden Reto Burgermeister Patrick Mächler Gion-Andrea Bundi | 4 × 10 km váltó |           |           |             |             |          |          |         |         | 1:37:26,4 | 10.      |

| Versenyző          | Versenyszám              | 10 km klasszikus | 10 km klasszikus | 10 km szabad | 10 km szabad | Helyezés |
| Versenyző          | Versenyszám              | Idő              | Hely.            | Időhátrány   | Idő          | Helyezés |
| ------------------ | ------------------------ | ---------------- | ---------------- | ------------ | ------------ | -------- |
| Reto Burgermeister | 10 + 10 km üldözőverseny | 27:51,4          | 39.              | +1:44        | 26:11,7      | 41.      |
| Patrick Mächler    | 10 + 10 km üldözőverseny | 28:12,7          | 45.              | +2:05        | 26:02,1      | 40.      |

Női
| Versenyző                                                                        | Versenyszám    | Selejtező | Selejtező | Negyeddöntő | Negyeddöntő | Elődöntő | Elődöntő | B döntő | B döntő | Döntő         | Döntő         |
| Versenyző                                                                        | Versenyszám    | Idő       | Hely.     | Idő         | Hely.       | Idő      | Hely.    | Idő     | Hely.   | Idő           | Helyezés      |
| -------------------------------------------------------------------------------- | -------------- | --------- | --------- | ----------- | ----------- | -------- | -------- | ------- | ------- | ------------- | ------------- |
| Brigitte Albrecht Loretan                                                        | 15 km          |           |           |             |             |          |          |         |         | 42:54,4       | 31.           |
| Andrea Huber                                                                     | Sprint         | 3:22,18   | 27.       | kiesett     | kiesett     | kiesett  | kiesett  | kiesett | kiesett | kiesett       | 27.           |
| Natascia Leonardi Cortesi                                                        | 10 km          |           |           |             |             |          |          |         |         | 29:57,5       | 15.           |
| Natascia Leonardi Cortesi                                                        | 15 km          |           |           |             |             |          |          |         |         | 41:56,3       | 15.           |
| Natascia Leonardi Cortesi                                                        | 30 km          |           |           |             |             |          |          |         |         | 1:35:46,8     | 10.           |
| Laurence Rochat                                                                  | 10 km          |           |           |             |             |          |          |         |         | nem ért célba | nem ért célba |
| Laurence Rochat                                                                  | 30 km          |           |           |             |             |          |          |         |         | 1:38:24,2     | 20.           |
| Andrea Huber Laurence Rochat Brigitte Albrecht Loretan Natascia Leonardi Cortesi | 4 × 5 km váltó |           |           |             |             |          |          |         |         | 50:03,6       |               |

| Versenyző                 | Versenyszám            | 5 km klasszikus | 5 km klasszikus | 5 km szabad | 5 km szabad | Helyezés |
| Versenyző                 | Versenyszám            | Idő             | Hely.           | Időhátrány  | Idő         | Helyezés |
| ------------------------- | ---------------------- | --------------- | --------------- | ----------- | ----------- | -------- |
| Brigitte Albrecht Loretan | 5 + 5 km üldözőverseny | 14:30,0         | 48.             | +1:31       | 13:29,1     | 29.      |
| Laurence Rochat           | 5 + 5 km üldözőverseny | 13:57,1         | 23.             | +0:58       | 13:13,6     | 22.      |

## Síugrás
| Versenyző                                                    | Versenyszám | Selejtező | Selejtező | 1. ugrás | 1. ugrás | 2. ugrás | 2. ugrás | Összesítés | Összesítés |
| Versenyző                                                    | Versenyszám | Pont      | Hely.     | Pont     | Hely.    | Pont     | Hely.    | Pont       | Helyezés   |
| ------------------------------------------------------------ | ----------- | --------- | --------- | -------- | -------- | -------- | -------- | ---------- | ---------- |
| Simon Ammann                                                 | Normálsánc  |           |           | 133,5    | 1.       | 135,5    | 2.       | 269,0      |            |
| Simon Ammann                                                 | Nagysánc    |           |           | 140,5    | 1.*      | 140,9    | 1.       | 281,4      |            |
| Sylvain Freiholz                                             | Normálsánc  | 112,0     | 15.       | 113,0    | 27.      | 115,0    | 23.      | 228,0      | 25.*       |
| Sylvain Freiholz                                             | Nagysánc    | 93,6      | 27.       | 110,4    | 26.      | 95,4     | 27.      | 205,8      | 27.        |
| Andreas Küttel                                               | Normálsánc  | 114,0     | 13.*      | 114,0    | 24.*     | 117,5    | 16.*     | 231,5      | 22.*       |
| Andreas Küttel                                               | Nagysánc    | 109,6     | 8.        | 125,0    | 8.       | 120,6    | 6.       | 245,6      | 6.         |
| Marco Steinauer                                              | Nagysánc    | 82,1      | 35.       | 87,2     | 45.      | kiesett  | kiesett  | kiesett    | kiesett    |
| Marco Steinauer Sylvain Freiholz Andreas Küttel Simon Ammann | Csapat      |           |           | 417,8    | 7.       | 400,5    | 8.       | 818,3      | 7.         |

* – egy másik versenyzővel azonos eredményt ért el

## Snowboard
Halfpipe
| Versenyző         | Versenyszám | 1. selejtező | 1. selejtező | 2. selejtező | 2. selejtező | Döntő      | Döntő      | Döntő   | Helyezés |
| Versenyző         | Versenyszám | Pont         | Hely.        | Pont         | Hely.        | 1. forduló | 2. forduló | Hely.   | Helyezés |
| ----------------- | ----------- | ------------ | ------------ | ------------ | ------------ | ---------- | ---------- | ------- | -------- |
| Therry Brunner    | Férfi       | 36,0         | 9.           | 37,7         | 7.           | kiesett    | kiesett    | kiesett | 13.      |
| Marcel Hitz       | Férfi       | 23,8         | 23.          | 35,9         | 9.           | kiesett    | kiesett    | kiesett | 15.      |
| Gian Simmen       | Férfi       | 34,8         | 12.          | 33,5         | 12.          | kiesett    | kiesett    | kiesett | 18.      |
| Fabienne Reuteler | Női         | 32,0         | 7.           | 40,4         | 1.           | 39,7       | 29,3       | 3.      |          |

Parallel giant slalom
| Versenyző             | Versenyszám | Selejtező     | Selejtező     | Nyolcaddöntő                  | Negyeddöntő                       | Elődöntő                 | Döntő                                | Helyezés |
| Versenyző             | Versenyszám | Idő           | Hely.         | Ellenfél Eredmény             | Ellenfél Eredmény                 | Ellenfél Eredmény        | Ellenfél Eredmény                    | Helyezés |
| --------------------- | ----------- | ------------- | ------------- | ----------------------------- | --------------------------------- | ------------------------ | ------------------------------------ | -------- |
| Philipp Schoch        | Férfi       | 37,34         | 15.           | Alexander Maier (AUT) · -1,78 | Mathieu Bozzetto (FRA) · kizárták | Chris Klug (USA) · -1,49 | Richard Richardsson (SWE) · kizárták |          |
| Gilles Jaquet         | Férfi       | 35,69         | 1.            | Nicolas Huet (FRA) · kizárták | kiesett                           | kiesett                  | kiesett                              | 9.       |
| Simon Schoch          | Férfi       | 38,63         | 25.           | kiesett                       | kiesett                           | kiesett                  | kiesett                              | 25.      |
| Ueli Kestenholz       | Férfi       | nem ért célba | nem ért célba | kiesett                       | kiesett                           | kiesett                  | kiesett                              | kiesett  |
| Steffi von Siebenthal | Női         | 42,68         | 13.           | Isabelle Blanc (FRA) · +1,94  | kiesett                           | kiesett                  | kiesett                              | 13.      |
| Nadia Livers          | Női         | 43,27         | 19.           | kiesett                       | kiesett                           | kiesett                  | kiesett                              | 19.      |
| Daniela Meuli         | Női         | 43,46         | 20.           | kiesett                       | kiesett                           | kiesett                  | kiesett                              | 20.      |
| Milena Meisser        | Női         | nem ért célba | nem ért célba | kiesett                       | kiesett                           | kiesett                  | kiesett                              | kiesett  |

## Szánkó
| Versenyző      | Versenyszám | 1. futam | 1. futam | 2. futam | 2. futam | 3. futam | 3. futam | 4. futam | 4. futam | Összesítés | Összesítés |
| Versenyző      | Versenyszám | Idő      | Hely.    | Idő      | Hely.    | Idő      | Hely.    | Idő      | Hely.    | Idő        | Helyezés   |
| -------------- | ----------- | -------- | -------- | -------- | -------- | -------- | -------- | -------- | -------- | ---------- | ---------- |
| Reto Gilly     | Férfi egyes | 46,220   | 33.      | 45,053   | 16.      | 45,079   | 24.      | 44,959   | 9.       | 3:01,311   | 24.        |
| Stefan Höhener | Férfi egyes | 45,101   | 17.      | 45,254   | 23.      | 44,534   | 7.*      | 44,911   | 7.       | 2:59,800   | 13.        |

* – egy másik versenyzővel azonos eredményt ért el

## Szkeleton
| Versenyző     | Versenyszám | 1. futam | 1. futam | 2. futam | 2. futam | Összesítés | Összesítés |
| Versenyző     | Versenyszám | Idő      | Hely.    | Idő      | Hely.    | Idő        | Helyezés   |
| ------------- | ----------- | -------- | -------- | -------- | -------- | ---------- | ---------- |
| Felix Poletti | Férfi       | 51,76    | 11.      | 52,11    | 18.      | 1:43,87    | 16.        |
| Gregor Stähli | Férfi       | 51,16    | 4.       | 50,99    | 1.*      | 1:42,15    |            |
| Maya Pedersen | Női         | 52,92    | 7.       | 52,63    | 1.       | 1:45,55    | 5.         |

* – egy másik versenyzővel azonos eredményt ért el